# Eloeophila aprilina
Eloeophila aprilina är en tvåvingeart som först beskrevs av Osten Sacken 1860.  Eloeophila aprilina ingår i släktet Eloeophila och familjen småharkrankar. Inga underarter finns listade i Catalogue of Life.